# Hörður Björgvin Magnússon
Hörður Björgvin Magnússon (Reykjavik, 11 februari 1993) is een IJslands voetballer die doorgaans als centrale verdediger speelt. Hij verruilde Bristol City in juni 2018 voor CSKA Moskou. In 2022 vertrok hij naar Panathinaikos. Sinds juli 2025 heeft hij geen club. Hörður debuteerde in 2014 in het IJslands voetbalelftal.

## Clubcarrière
Hörður speelde zes wedstrijden in de IJslandse voetbalcompetitie voor Fram Reykjavík, dat hij in 2010 verruilde voor Juventus. Tijdens het seizoen 2013/14 speelde hij twintig wedstrijden in de Serie B voor Spezia Calcio, dat mede-eigenaar werd van de speler. Op 24 september 2013 debuteerde Hörður in de Serie B tegen Ternana Calcio.
In juni 2014 kocht Juventus de volledige rechten op Hörður terug en leende hem tijdens het seizoen 2014/15 uit aan AC Cesena, waar Hörður twaalf competitiewedstrijden speelde in de Serie B.
Na zijn verhuur daar werd hij in de zomer van 2016 door Juventus getransfereerd naar Bristol City. Hier scoorde hij direct bij zijn debuut op 6 augustus 2016 in de eerste competitiewedstrijd de gelijkmaker tegen Wigan Athletic, uiteindelijk werd deze wedstrijd met 2-1 gewonnen door Bristol City. In de twee jaar dat hij hier speelde kwam hij tot behoorlijk wat speelminuten in de competitie en voor de EFL Cup, waar Bristol City het in 2017-2018 tot de halve finales bracht na onder andere een overwinning (2-1) op Manchester United in de kwartfinale. In de halve finale werd Bristol City uiteindelijk uitgeschakeld door Manchester City. In dit bekertoernooi kwam hij dat seizoen in alle zes wedstrijden in actie.
Na het WK voetbal 2018 werd hij vervolgens door Bristol City verkocht aan CSKA Moskou.
Na vier seizoenen in Rusland tekende hij in de zomer van 2022 bij Panathinaikos. Met name het laatste deel van zijn periode hier kenmerkte zich door veel ernstig blessureleed (onder andere een gescheurde kruisband) en tegen de tijd dat hij weer enigszins fit werd liep zijn contract af en heeft hij nu sinds 1 juli 2025 geen club meer.

## Clubstatistieken
| Seizoen         | Club            | Competitie      | Competitie | Competitie | Beker | Beker | Internationaal | Internationaal | Overig | Overig | Totaal | Totaal |
| Seizoen         | Club            | Competitie      | Wed.       | Dlp.       | Wed.  | Dlp.  | Wed.           | Dlp.           | Wed.   | Dlp.   | Wed.   | Dlp.   |
| --------------- | --------------- | --------------- | ---------- | ---------- | ----- | ----- | -------------- | -------------- | ------ | ------ | ------ | ------ |
| 2009            | Fram Reykjavík  | Úrvalsdeild     | 3          | 0          | 0     | 0     | 0              | 0              | 0      | 0      | 3      | 0      |
| 2010            | Fram Reykjavík  | Úrvalsdeild     | 3          | 0          | 0     | 0     | 0              | 0              | 0      | 0      | 3      | 0      |
| 2013/14         | Juventus        | Serie A         | 0          | 0          | 0     | 0     | 0              | 0              | 0      | 0      | 0      | 0      |
| 2013/14         | → Spezia Calcio | Serie B         | 20         | 0          | 1     | 0     | 0              | 0              | 0      | 0      | 21     | 0      |
| 2014/15         | Juventus        | Serie A         | 0          | 0          | 0     | 0     | 0              | 0              | 0      | 0      | 0      | 0      |
| 2014/15         | → AC Cesena     | Serie A         | 12         | 0          | 0     | 0     | 0              | 0              | 0      | 0      | 12     | 0      |
| 2015/16         | Juventus        | Serie A         | 0          | 0          | 0     | 0     | 0              | 0              | 0      | 0      | 0      | 0      |
| 2015/16         | → AC Cesena     | Serie B         | 26         | 1          | 1     | 0     | 0              | 0              | 1      | 0      | 28     | 1      |
| 2016/17         | Bristol City    | Championship    | 28         | 1          | 1     | 0     | 0              | 0              | 0      | 0      | 29     | 1      |
| 2017/18         | Bristol City    | Championship    | 24         | 0          | 8     | 0     | 0              | 0              | 0      | 0      | 32     | 0      |
| Carrière totaal | Carrière totaal | Carrière totaal | 116        | 2          | 11    | 0     | 0              | 0              | 1      | 0      | 128    | 2      |

Bijgewerkt op 12 mei 2016.

## Interlandcarrière
Op 12 november 2014 debuteerde Hörður Magnússon voor IJsland in een vriendschappelijke interland tegen België. Hij speelde de volledige wedstrijd, die België met 3–1 won na doelpunten van Nicolas Lombaerts, Divock Origi en Romelu Lukaku. Alfreð Finnbogason maakte de enige treffer voor IJsland.
In 2016 plaatste IJsland zich voor het eerst in de geschiedenis voor een groot toernooi, het Europees kampioenschap voetbal in Frankrijk. Hörður behoorde hier tot de selectie van 23 spelers, maar kreeg op dit toernooi nog geen speeltijd. Uiteindelijk zou IJsland op dit toernooi reiken tot de kwartfinale.
Na dit toernooi verwierf hij zich al snel een vaste basisplaats in het IJslandse team. Op 28 maart 2017 scoorde hij met een fraaie vrije trap de winnende treffer (0-1) in de vriendschappelijke wedstrijd in en tegen Ierland en in de kwalificatiewedstrijden voor het Wereldkampioenschap voetbal 2018 vervulde hij een hoofdrol door op 11 juni 2017 in de thuiswedstrijd tegen directe concurrent Kroatië in de laatste minuut het winnende doelpunt (1-0) te scoren. Uiteindelijk zou IJsland mede hierdoor de kwalificatiepoule (bestaande uit 6 landen) winnen, waardoor het zich rechtstreeks (en ook voor het eerst) plaatste voor het Wereldkampioenschap voetbal.
Hier behoorde hij dus ook tot de selectie en op dit toernooi was hij een vaste waarde voor het IJslandse team en speelde hij alle wedstrijden van de eerste tot de laatste minuut. IJsland kwam op dit toernooi niet verder dan de groepsfase.
| Interlands van Hörður Magnússon voor IJsland | Interlands van Hörður Magnússon voor IJsland | Interlands van Hörður Magnússon voor IJsland | Interlands van Hörður Magnússon voor IJsland | Interlands van Hörður Magnússon voor IJsland | Interlands van Hörður Magnússon voor IJsland |
| №                                            | Datum                                        | Wedstrijd                                    | Uitslag                                      | Soort wedstrijd                              | Doelpunten                                   |
| Als speler bij AC Cesena                     | Als speler bij AC Cesena                     | Als speler bij AC Cesena                     | Als speler bij AC Cesena                     | Als speler bij AC Cesena                     | Als speler bij AC Cesena                     |
| -------------------------------------------- | -------------------------------------------- | -------------------------------------------- | -------------------------------------------- | -------------------------------------------- | -------------------------------------------- |
| 1.                                           | 12 november 2014                             | België – IJsland                             | 3 – 1                                        | Vriendschappelijk                            |                                              |
| 2.                                           | 31 maart 2015                                | Estland – IJsland                            | 1 – 1                                        | Vriendschappelijk                            |                                              |
| 3.                                           | 24 maart 2016                                | Denemarken – IJsland                         | 2 – 1                                        | Vriendschappelijk                            |                                              |
| 4.                                           | 1 juni 2016                                  | Noorwegen – IJsland                          | 3 – 2                                        | Vriendschappelijk                            |                                              |
| 5.                                           | 6 juni 2016                                  | IJsland – Liechtenstein                      | 4 – 0                                        | Vriendschappelijk                            |                                              |